# Automolus infuscatus
El ticotico oliváceo (Automolus infuscatus), también denominado hojarasquero gorgiblanco (en Colombia), rascahojas dorsioliva (en Ecuador), hoja-rasquero de dorso olivo (en Perú), tico-tico gorra aceituna (en Venezuela) o trepamusgo olivo, es una especie de ave paseriforme de la familia Furnariidae, perteneciente al género Automolus. Es nativa de la cuenca amazónica y del escudo guayanés en América del Sur. 

## Distribución y hábitat
Se distribuye desde el sureste de Colombia hacia el este, por el sur y este de Venezuela, Guyana, Surinam y Guayana francesa, y hacia el sur por el este de Ecuador, este de Perú, la Amazonia brasileña (excepto en la zona suroriental, en la cual se encuentra el ticotico de Pará (Automolus paraensis), hasta el extremo noroeste de Bolivia.
Esta especie es considerada bastante común en su hábitat natural, el sotobosque de selvas húmedas, principalmente de terra firme, hasta los 700 m de altitud.

## Sistemática

### Descripción original
La especie A. infuscatus fue descrita por primera vez por el zoólogo británico Philip Lutley Sclater en 1856 bajo el nombre científico Anabates infuscatus; su localidad tipo es: «este de Perú».

### Etimología
El nombre genérico masculino «Automolus» deriva del griego «αυτομολο automolos» que significa ‘desertor’; y el nombre de la especie «infuscatus», en latín significa ‘moreno’, ‘negruzco’.

### Taxonomía
La especie Automolus paraensis era considerada conespecífica con la presente pero fue separada con base en diferencias morfológicas y de vocalización. La separación fue aprobada en la Propuesta N° 26 al Comité de Clasificación de Sudamérica (SACC). Es monotípica.
Las subespecies al sur del río Amazonas son significativamente mayores en la medidas que aquellas al norte, pero ninguna es diagnosticable apenas con base en la biometría.

### Subespecies
Según las clasificaciones del Congreso Ornitológico Internacional (IOC) y Clements Checklist v.2018, se reconocen cuatro subespecies, con su correspondiente distribución geográfica:
- Grupo politípico infuscatus/purusianus:
  - Automolus infuscatus infuscatus (P.L. Sclater, 1856) – sureste de Colombia (al sur desde Meta y este de Guainía), este Ecuador, este de Perú y norte de Bolivia (oeste de Pando, extremo norte de La Paz).
  - Automolus infuscatus purusianus Todd, 1948 – oeste de Brasil al sur del río Amazonas (hacia el este, hasta, presumiblemente, la margen izquierda del río Madeira).

- Grupo politípico cervicalis/badius:
  - Automolus infuscatus badius J.T. Zimmer, 1935 – este de Colombia (Vichada), sur de Venezuela (oeste de Bolívar, Amazonas) y noroeste de Brasil (hacia el este, al norte del río Amazonas, hasta el bajo río Negro).
  - Automolus infuscatus cervicalis (P.L. Sclater, 1889) – este de Venezuela (este de Bolívar), las Guayanas y norte de Brasil (bajo río Negro al este hasta Amapá).

El Comité Brasileño de Registros Ornitológicos (CBRO) considera al grupo cervicalis/badius como una especie separada Automolus cervicalis.